# Adolv Olsson
Gustav Adolv Olsson, född 15 januari 1886 Malmö, död 7 juli 1958 i Gävle, var en svensk riksdagsman (socialdemokrat) och redaktör. 
Olsson, som var son till murarförmannen Jöns Olsson och Lovisa Andersson, var ursprungligen murare. Han var medarbetare i tidningen Nya Samhället 1907–1909, i Arbetarbladet 1911–1915, redaktör för Hälsinglands Folkblad 1915–1934 och politisk redaktör i Söderhamns-Kuriren och Hälsinglands Folkblad 1935–1941. Han tillhörde stadsfullmäktige i Hudiksvalls stad 1913 i Gävle stad 1919–1942 och var ordförande i polisnämnden 1926–1937.
Olsson var från 1921 ledamot av riksdagens andra kammare, där han tillhörde bevillningsutskottet från 1929, var dess ordförande 1948–1956 samt tillhörde särskilt utskott 1925, 1933, 1935, 1946 och 1954 och utrikesnämnden. Han var ledamot av socialdemokraternas förtroenderåd från 1933, av partistyrelsen från 1940, revisor i Tobaksmonopolet från och 1933 års välfärdsutskott. Han var ledamot av bland annat 1924 års polislagssakkunniga, 1932 års kommitté för lagstiftning mot beväpnade kårer, 1932 års bostadsproduktionssakkunniga och maltdryckslagstiftningskommittén 1934. Olsson, som var en ivrig nykterhetsman, var 1930–1933 ordförande i Nykterhetsvännernas landsförbund. Han var ledamot av 1936 års skatteutredning, 1939 års polisutredning, 1944 års nykterhetskommitté, 1945 års skatteberedning, 1947 byggnadsmaterialutredning samt 1949 års skatteberedning.